# Sappho (Washington)
Sappho es un área no incorporada ubicada en el condado de Clallam en el estado estadounidense de Washington.

## Geografía
Sappho se encuentra ubicado en las coordenadas 48°4′12″N 124°16′46″O / 48.07000, -124.27944.